# Jurij Ukmar
Jurij Ukmar, slovenski rimskokatoliški duhovnik, * 20. marec 1777, Kopriva, Sežana, † 2. februar 1844, Trst.

## Življenje in delo
V duhovnika je bil posvečen 9. oktobra 1803. Najprej je kot kurat služboval v Gročani, nato pa v Trstu kot škofijski kancler, kot konzistorialni kancler, kot član konzistorija (konzistorij; cerkveni svet, vrhovni cerkveni svet v škofiji) in od 1834 kot kanonik pri Sv. Justu v Trstu, bil pa je tudi podravnatelj gimnazije v Trstu.